# Landeskrankenhaus Homburg
Landeskrankenhaus Homburg este o arie protejată (arie specială de conservare — SAC, sit de importanță comunitară — SCI) din Germania întinsă pe o suprafață de 0,3 ha, integral pe uscat.

## Localizare
Centrul sitului Landeskrankenhaus Homburg este situat la coordonatele 49°18′24″N 7°20′42″E / 49.3067°N 7.345°E.

## Înființare
Situl Landeskrankenhaus Homburg a fost declarat sit de importanță comunitară în februarie 2004 pentru a proteja 1 specie de animale. Situl a fost protejat și ca arie specială de conservare în aprilie 2017.

## Biodiversitate
Situată în ecoregiunea continentală, aria protejată nu include niciun habitat protejat.
La baza desemnării sitului se află o specie protejată de  mamifere: liliac comun (Myotis myotis).